# 楊萬程 (康熙進士)
楊萬程，字扶九，汉军包衣，孙柱佐领下人。清朝政治人物。同進士出身。
康熙三十八年（1699年）順天鄉試舉人。康熙四十二年（1703年），登進士，改庶吉士。康熙四十五年，授翰林院檢討。康熙五十一年，任會試同考官。